# 唯一真主游击队
唯一真主游击队（Jamaah Ansharut Tauhid）是伊斯蘭祈禱團的一个分支，它被联合国和美国認定为恐怖组织。

## 歷史
2008年7月27日，阿布·巴卡尔·巴希尔在印度尼西亚梭罗創辦唯一真主游击队，該組織的基地遍布印度尼西亚各地。
2012年，美国国务院和联合国对该组织實施制裁，并将其列为恐怖组织 。
2014年8月，唯一真主游击队因阿布·巴卡尔·巴希尔向伊斯兰国领导人阿布·贝克尔·巴格达迪宣誓效忠而发生分裂 。唯一真主游击队的许多成员以及巴希尔的儿子因意识形态原因不同意阿布·巴卡尔·巴希尔效忠的一决定，并選擇离开唯一真主游击队，成立另外一個新的團體。